# Boberka (dopływ Biebrzy)
Boberka – struga znajdująca się w województwie podlaskim, będąca prawobrzeżnym dopływem Biebrzy, uchodząca do niej na 63,9 km jej biegu. Długość strugi wynosi około 7 km, a szerokość waha się pomiędzy 0,5 m a 1,5 m. Źródło jest usytuowane wśród łąk w pobliżu miejscowości Białosuknia, przez którą przepływa.